# Ринценберг
Ринценберг (нем. Rinzenberg) — община в Германии, в земле Рейнланд-Пфальц. 
Входит в состав района Биркенфельд. Подчиняется управлению Биркенфельд.  Население составляет 302 человека (на 31 декабря 2010 года). Занимает площадь 11,33 км².